# Anniversario della rivoluzione d'ottobre
L'anniversario della rivoluzione d'ottobre (in russo День Великой Октябрьской социалистической революции?, Den' Velikoj Oktjabr'skoj socialističeskoj revoljucii) è stata la principale festività nazionale dell'Unione Sovietica. Essa commemorava la rivoluzione d'ottobre del 1917 e si celebrò ogni 7 novembre (25 ottobre secondo il calendario giuliano, da cui il nome rivoluzione d'ottobre) dal 1927 al 1990.

## Storia
La prima celebrazione della rivoluzione d'ottobre venne istituita nel 1919. Particolarmente ricordata è la parata in Piazza Rossa a Mosca del 7 novembre 1941, nel bel mezzo degli scontri cittadini avvenuti durante la seconda guerra mondiale.
Per le famiglie sovietiche tale festività divenne l'occasione per riunirsi in famiglia e per guardare la parata miliare/civile in Piazza Rossa a Mosca.
Con il crollo dell'URSS, nei paesi slavi la celebrazione del 7 novembre ha assunto altri significati rispetto al passato. Viene tuttavia celebrata ancora oggi col suo significato originario dal Partito Comunista della Federazione Russa.
Negli Stati Uniti in tale data le lezioni scolastiche sono incentrate sulle vittime mietute dai regimi socialisti.

## Parata civile-militare in Piazza Rossa a Mosca
L'evento più importante dell'anniversario consisteva nell'imponente parata civile e militare che si teneva in Piazza Rossa a Mosca alle ore 10:00 del mattino (ora locale). Essa vedeva la presenza di tutte le più importanti cariche dello Stato e del PCUS, oltre che alla presenza non solo dei cadetti e delle formazioni di rappresentanza di tutte le accademie militari (dall'Accademia "Frunze" alla Lenin, dalla marina all'artiglieria, fino ai mezzi corazzati e alle armi atomiche), bensì anche una sfilata civile alla quale partecipavano centinaia di migliaia (e a volte anche milioni) di cittadini provenienti da tutta l'URSS e appartenenti alle più svariate organizzazioni civili (da rappresentanti locali del Partito ai membri del Komsomol e dei pionieri sovietici, fino a liberi cittadini, dipendenti di aziende e membri di organizzazioni varie.
Ad aprire la parata era il Ministro della difesa che passava in rassegna le truppe schierate nella piazza, congratulandosi con loro. Quindi ritornava al mausoleo di Lenin,dove si trovavano anche tutti gli esponenti del Politburo e i marescialli sovietici, da dove teneva un discorso in commemorazione della rivoluzione socialista. Seguiva quindi l'esecuzione dell'inno dell'Unione Sovietica e poi una passata in rassegna di tutte le formazioni militari, nautiche e corazzate. Cominciava quindi la parata civile, con carri semoventi sormontanti cartelloni propagandistici, per poi infine giungere alla sfilata generale di centinaia di migliaia di cittadini sovietici, uniti ad altri carri allegorici che mostravano talvolta citazioni di politici sovietici e talvolta i traguardi della produzione raggiunti da uno specifico settore o azienda, il tutto arricchito da intervista a intellettuali, membri dei Soviet nazionali e locali, cittadini comuni e anche ospiti di altre nazioni socialiste.

## Elenco delle parate a Mosca dal 1941
| ANNO | Comandante della parata                | Ispettore della parata                     | ANNO | Comandante della parata                | Ispettore della parata                  |
| ---- | -------------------------------------- | ------------------------------------------ | ---- | -------------------------------------- | --------------------------------------- |
| 1941 | Colonnello Generale Pavel Artemyev     | Maresciallo dell'URSS Semyon Budyonny      | 1946 | Colonnello Generale Pavel Artemyev     | Maresciallo dell'URSS Leonid Govorov    |
| 1947 | Maresciallo dell'URSS Kirill Meretskov | Maresciallo dell'URSS Nikolai Bulganin     | 1948 | Maresciallo dell'URSS Kirill Meretskov | Maresciallo dell'URSS Semyon Timoshenko |
| 1949 | Colonnello Generale Pavel Artemyev     | Maresciallo dell'URSS Aleksandr Vasilevsky | 1950 | Colonnello Generale Pavel Artemyev     | Maresciallo dell'URSS Semyon Budyonny   |
| 1951 | Colonnello Generale Pavel Artemyev     | Maresciallo dell'URSS Rodion Malinovsky    | 1952 | Colonnello Generale Pavel Artemyev     | Maresciallo dell'URSS Semyon Timoshenko |
| 1953 | Generale d'Armata Kirill Moskalenko    | Maresciallo dell'URSS Nikolai Bulganin     | 1954 | Generale d'Armata Kirill Moskalenko    | Maresciallo dell'URSS Nikolai Bulganin  |
| 1955 | Generale d'Armata Kirill Moskalenko    | Maresciallo dell'URSS Georgy Zhukov        | 1956 | Generale d'Armata Kirill Moskalenko    | Maresciallo dell'URSS Georgy Zhukov     |
| 1957 | Generale d'Armata Kirill Moskalenko    | Maresciallo dell'URSS Rodion Malinovsky    | 1958 | Generale d'Armata Kirill Moskalenko    | Maresciallo dell'URSS Rodion Malinovsky |
| 1959 | Generale d'Armata Kirill Moskalenko    | Maresciallo dell'URSS Rodion Malinovsky    | 1960 | Maresciallo dell'URSS Nikolay Krylov   | Maresciallo dell'URSS Rodion Malinovsky |
| 1961 | Maresciallo dell'URSS Nikolay Krylov   | Maresciallo dell'URSS Rodion Malinovsky    | 1962 | Maresciallo dell'URSS Nikolay Krylov   | Maresciallo dell'URSS Rodion Malinovsky |
| 1963 | Generale d'Armata Afanasy Beloborodov  | Maresciallo dell'URSS Rodion Malinovsky    | 1964 | Generale d'Armata Afanasy Beloborodov  | Maresciallo dell'URSS Rodion Malinovsky |
| 1965 | Generale d'Armata Afanasy Beloborodov  | Maresciallo dell'URSS Rodion Malinovsky    | 1966 | Generale d'Armata Afanasy Beloborodov  | Maresciallo dell'URSS Rodion Malinovsky |
| 1967 | Colonnello Generale Yevgeny Ivanovsky  | Maresciallo dell'URSS Andrei Grechko       | 1968 | Colonnello Generale Yevgeny Ivanovsky  | Maresciallo dell'URSS Andrei Grechko    |
| 1969 | Colonnello Generale Yevgeny Ivanovsky  | Maresciallo dell'URSS Andrei Grechko       | 1970 | Colonnello Generale Yevgeny Ivanovsky  | Maresciallo dell'URSS Andrei Grechko    |
| 1971 | Colonnello Generale Yevgeny Ivanovsky  | Maresciallo dell'URSS Andrei Grechko       | 1972 | Colonnello Generale Vladimir Govorov   | Maresciallo dell'URSS Andrei Grechko    |
| 1973 | Colonnello Generale Vladimir Govorov   | Maresciallo dell'URSS Andrei Grechko       | 1974 | Colonnello Generale Vladimir Govorov   | Maresciallo dell'URSS Andrei Grechko    |
| 1975 | Colonnello Generale Vladimir Govorov   | Maresciallo dell'URSS Andrei Grechko       | 1976 | Colonnello Generale Vladimir Govorov   | Maresciallo dell'URSS Dmitry Ustinov    |
| 1977 | Generale d'Armata Vladimir Govorov     | Maresciallo dell'URSS Dmitry Ustinov       | 1978 | Generale d'Armata Vladimir Govorov     | Maresciallo dell'URSS Dmitry Ustinov    |
| 1979 | Generale d'Armata Vladimir Govorov     | Maresciallo dell'URSS Dmitry Ustinov       | 1980 | Generale d'Armata Vladimir Govorov     | Maresciallo dell'URSS Dmitry Ustinov    |
| 1981 | Generale d'Armata Petr Lushev          | Maresciallo dell'URSS Dmitry Ustinov       | 1982 | Generale d'Armata Petr Lushev          | Maresciallo dell'URSS Dmitry Ustinov    |
| 1983 | Generale d'Armata Petr Lushev          | Maresciallo dell'URSS Dmitry Ustinov       | 1984 | Generale d'Armata Petr Lushev          | Maresciallo dell'URSS Sergey Sokolov    |
| 1985 | Colonnello Generale Vladimir Arkhipov  | Maresciallo dell'URSS Sergey Sokolov       | 1986 | Colonnello Generale Vladimir Arkhipov  | Generale d'Armata Petr Lushev           |
| 1987 | Colonnello Generale Vladimir Arkhipov  | Generale d'Armata Dmitry Yazov             | 1988 | Generale d'Armata Konstantin Kochetov  | Generale d'Armata Dmitry Yazov          |
| 1989 | Colonnello Generale Nikolai Kalinin    | Generale d'Armata Dmitry Yazov             | 1990 | Colonnello Generale Nikolai Kalinin    | Maresciallo dell'URSS Dmitry Yazov      |